# Chiesa della Visitazione della Beata Vergine Maria (Susegana)
La chiesa arcipretale della Visitazione della Beata Vergine Maria è la parrocchiale di Susegana, in provincia di Treviso e diocesi di Vittorio Veneto; fa parte della forania La Colonna.

## Storia
Sembra che la primitiva parrocchiale di Susegana fosse dedicata a San Daniele e che fosse popolarmente detta della Vigna.
Il fatto sicuro è, invece, che la chiesa di Susegana, riedificata nel XII secolo, era sede plebanale e che aveva come filiali le chiese di Santa Lucia di Piave, Bocca di Strada, Sarano, Colfosco, Ponte della Priula e Crevada.
La nuova parrocchiale di Susegana, dedicata alla Visitazione, venne costruita assieme al campanile nel XV secolo per interessamento dei signori Di Collalto. 
La prima guerra mondiale lasciò a carico di questo edificio ingenti danni, che vennero recuperati insieme ad alcuni cambiamenti strutturali.

## Descrizione
L'opera più importante conservata nella chiesa di Susegana è la pala raffigurante la sacra conversazione con la Madonna con il Bambino in trono e i santi Giovanni Battista, Caterina d'Alessandria, il profeta Daniele e Pietro, opera giovanile di Giovanni Antonio de' Sacchis, detto "Il Pordenone", realizzata nel 1516. Sulla parete della navata sinistra, inoltre, si trovano resti di affreschi quattrocenteschi, riscoperti nel corso dei restauri iniziati nel 1984.

## Galleria d'immagini

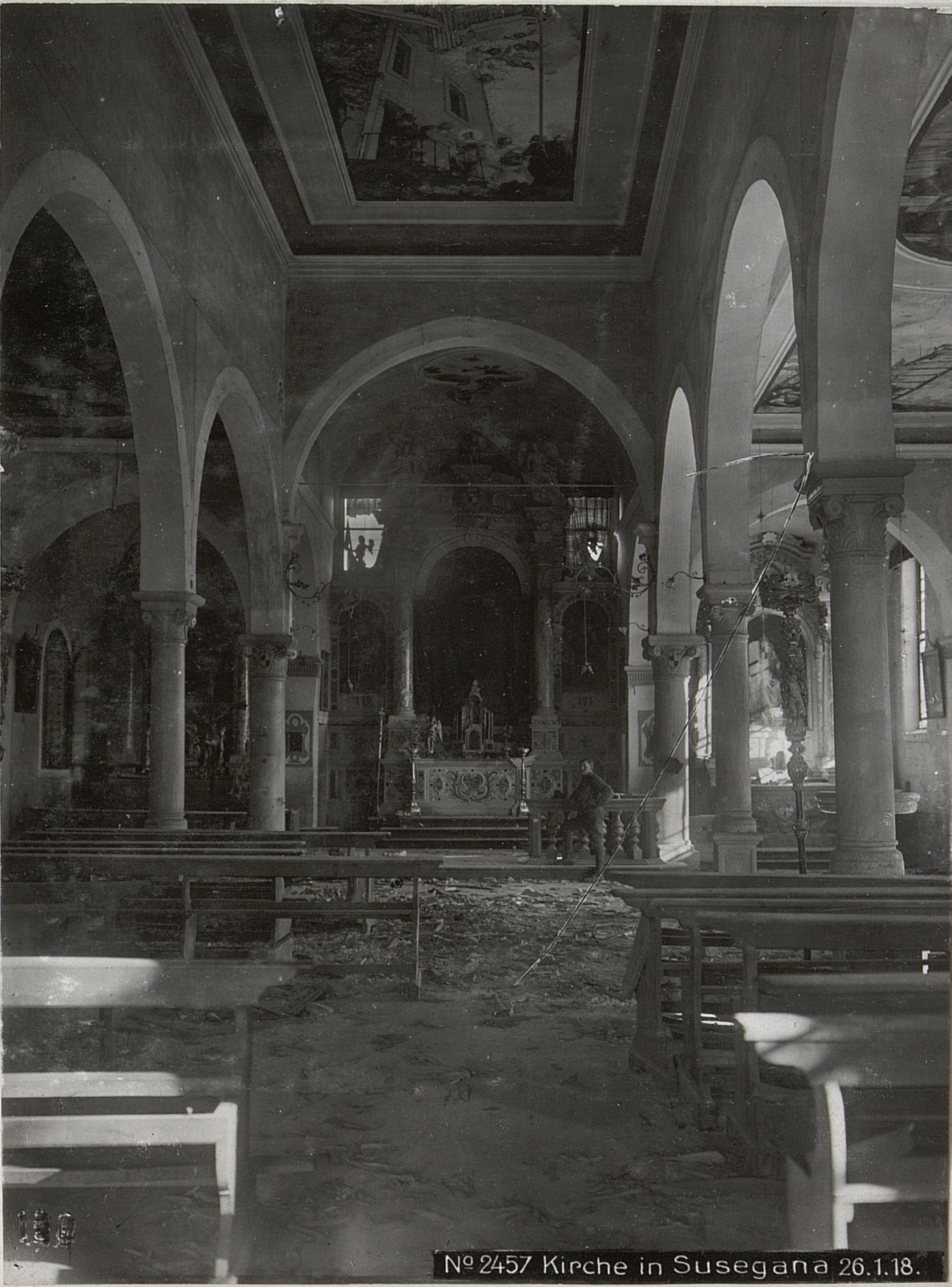
L'interno della chiesa danneggiato durante la prima guerra mondiale
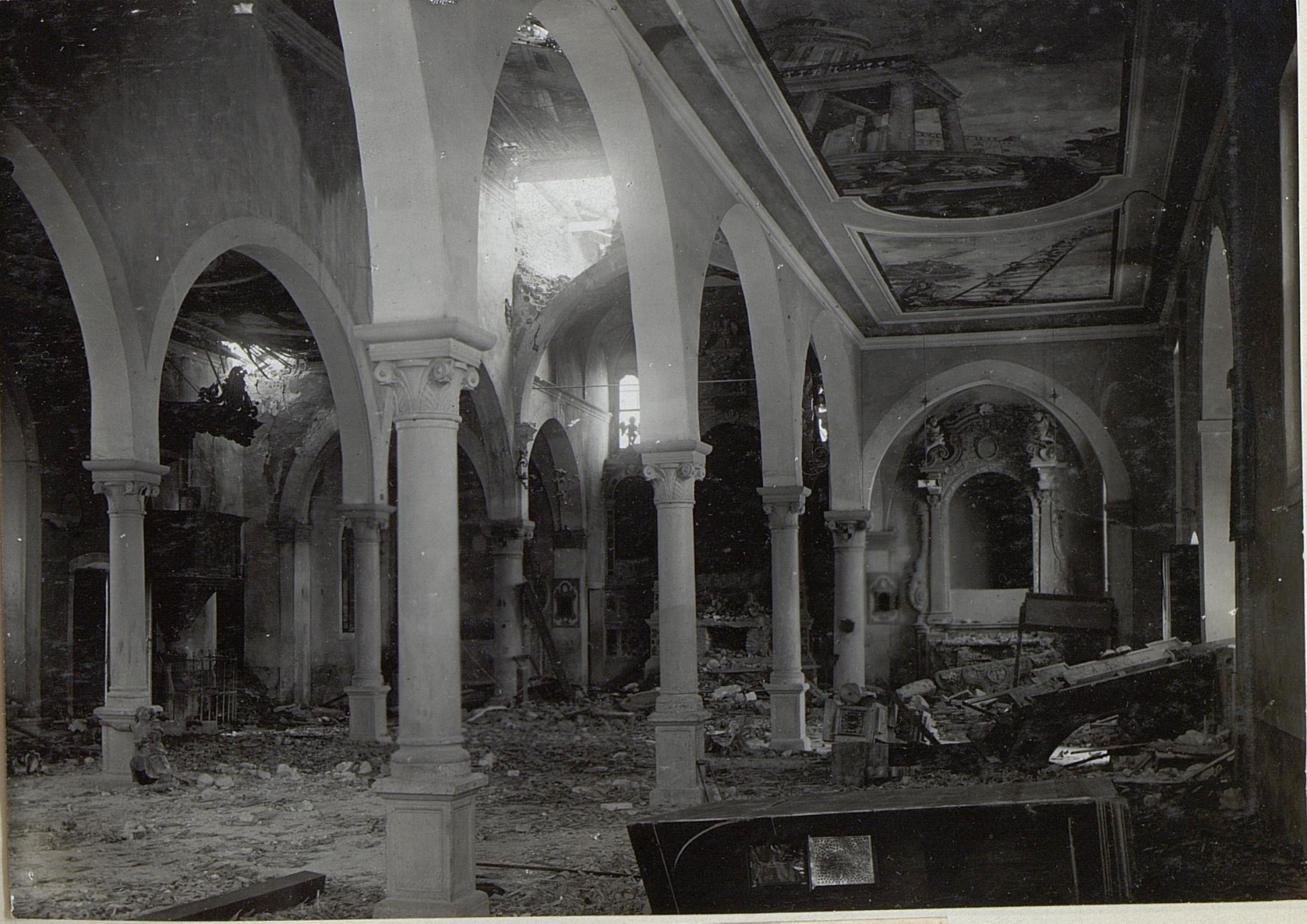
L'interno devastato durante la Guerra 1915-18
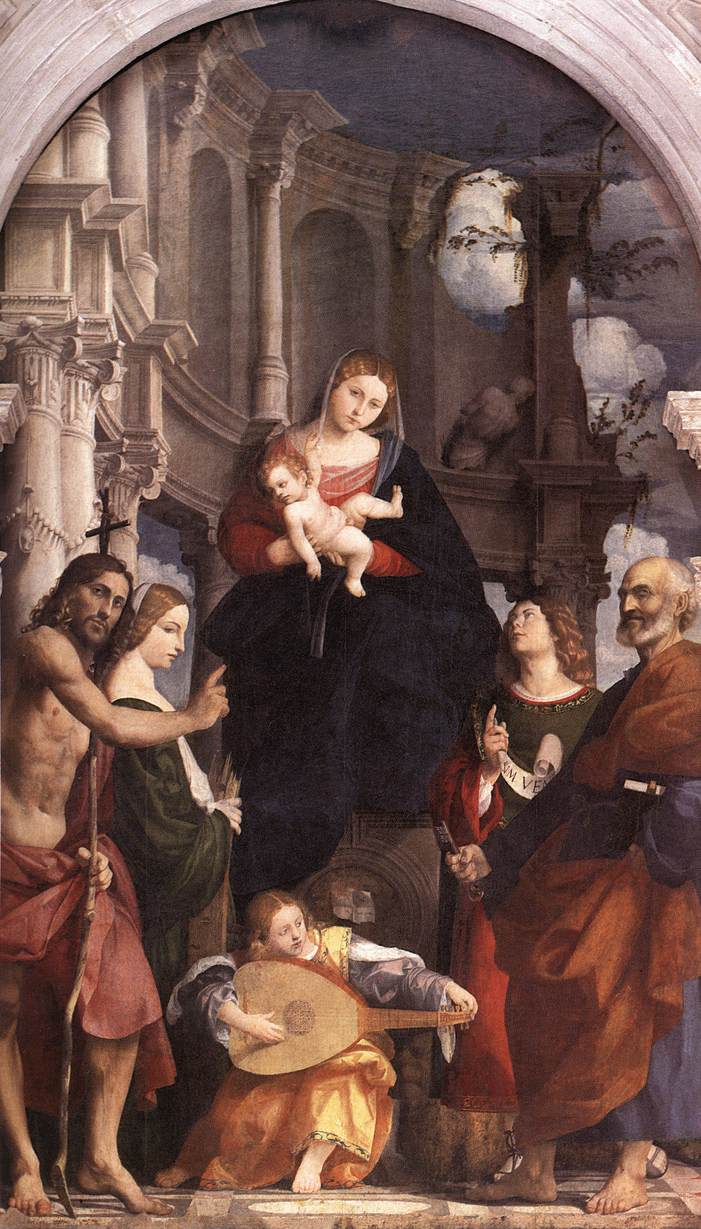
La pala del Pordenone
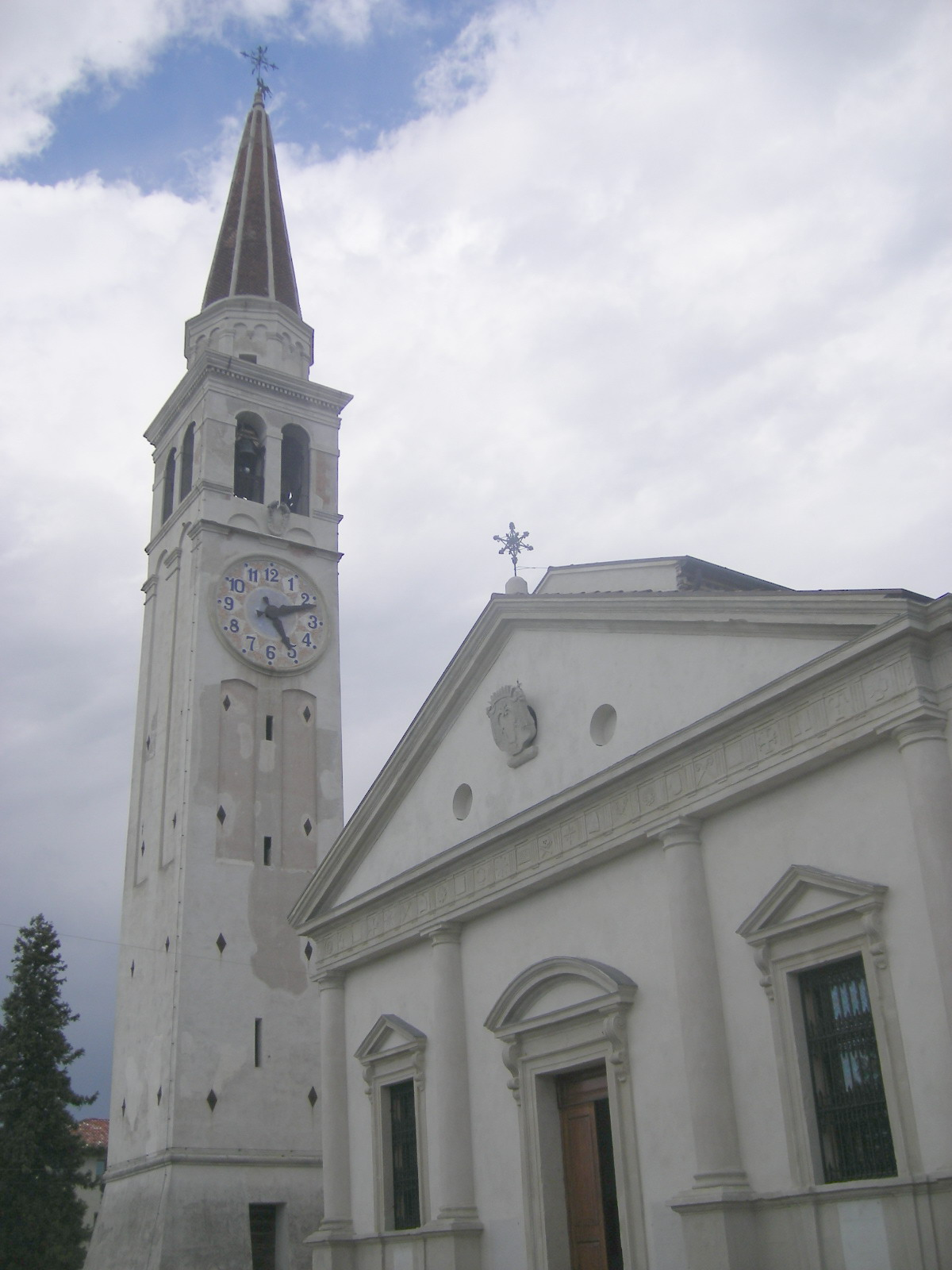
Chiesa e campanile